# Idaea alopecodes
Idaea alopecodes là một loài bướm đêm trong họ Geometridae.